# Karel Matěj Čapek-Chod
Karel Matěj Čapek-Chod (21. února 1860 Domažlice – 3. listopadu 1927 Praha) byl český prozaik, dramatik a novinář, představitel naturalismu.

## Život

### Mládí a rodina
Narodil se v rodině středoškolského profesora na reálné škole v Domažlicích (německy Taus) Jana Čapka a matky Josefy (1839–??), rozené Jakubšové. Pokřtěn byl jako Mathias (Matěj) Čapek. Měl staršího bratra Václava (1853–??), který též žil v dospělosti v Praze, kde pracoval jako poštovní zřízenec. Další bratr Jan (1865–1892) byl knězem, zemřel jako kooperátor v Lošticích ve věku 27 let na souchotiny. (Podle jednoho zdroje prožil mládí v Mlázovech, kam měl též později za sestrou a matkou zajíždět. Mlázovy byly inspirací pro jeho drama Begův samokres a povídku „Berany berany duc“.)
Po studiích na gymnáziu v Domažlicích pokračoval Matěj Čapek studiem práv v Praze, ale studia nedokončil.

### Novinář v Olomouci
Jako novinář začínal v Olomouci, kde působil jako redaktor v letech 1884–1888 v novinách Našinec. V té době bydlel v domě Jindřicha Wankla[zdroj?]. Přátelství s Jindřichem Baštou z Olomouce přetrvalo téměř 40 let. Čapek-Chod obdržel od svého přítele v letech 1888–1926 na 37 dopisů.

### Novinář v Praze

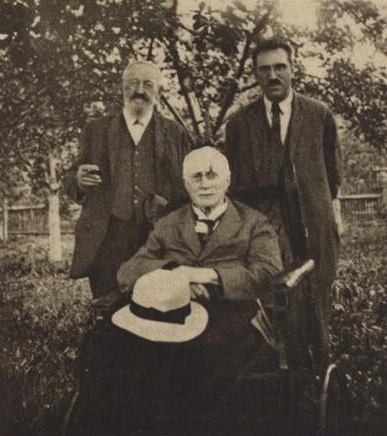
Čapek-Chod (stojící vlevo) a Adolf Velhartický u Antonína Sovy, 1926

V Praze byl policejně hlášen od roku 1889. V letech 1888–1890 pracoval jako redaktor ve staročeském Hlasu národa a následně (1890–1900) v Národní politice.
Dne 4. května 1896 se v Pražském kostele sv. Štěpána oženil s Boženou roz. Kubeovou (*1874), se kterou měl syna Víta (*22. srpna 1896). Vít Čapek pracoval jako úředník, 22. dubna 1917 se oženil se 24letou Olgou Švarcovou; zemřel předčasně na tyfus 30. srpna 1920.  (Podle korespondence uložené v Památníku národního písemnictví měl K. M. Čapek-Chod vnuky Víta a Vladimíra.) Počínaje rokem 1898 byl policejně hlášen na Královských Vinohradech.
Od roku 1900 až do smrti byl redaktorem Národních listů.

### Styky s významnými osobnostmi
Jak vyplývá z korespondence K. M. Čapka-Choda uložené v Památníku národního písemnictví, stýkal se a přátelil s mnoha významnými osobnostmi své doby. Rozsah jeho kontaktů přesahoval literární okruh a korespondenci vedl krom literátů například s malířem Vojtěchem Hynaisem, pěvkyní Emou Destinnovou, herečkou Marií Hübnerovou.

### Závěr života

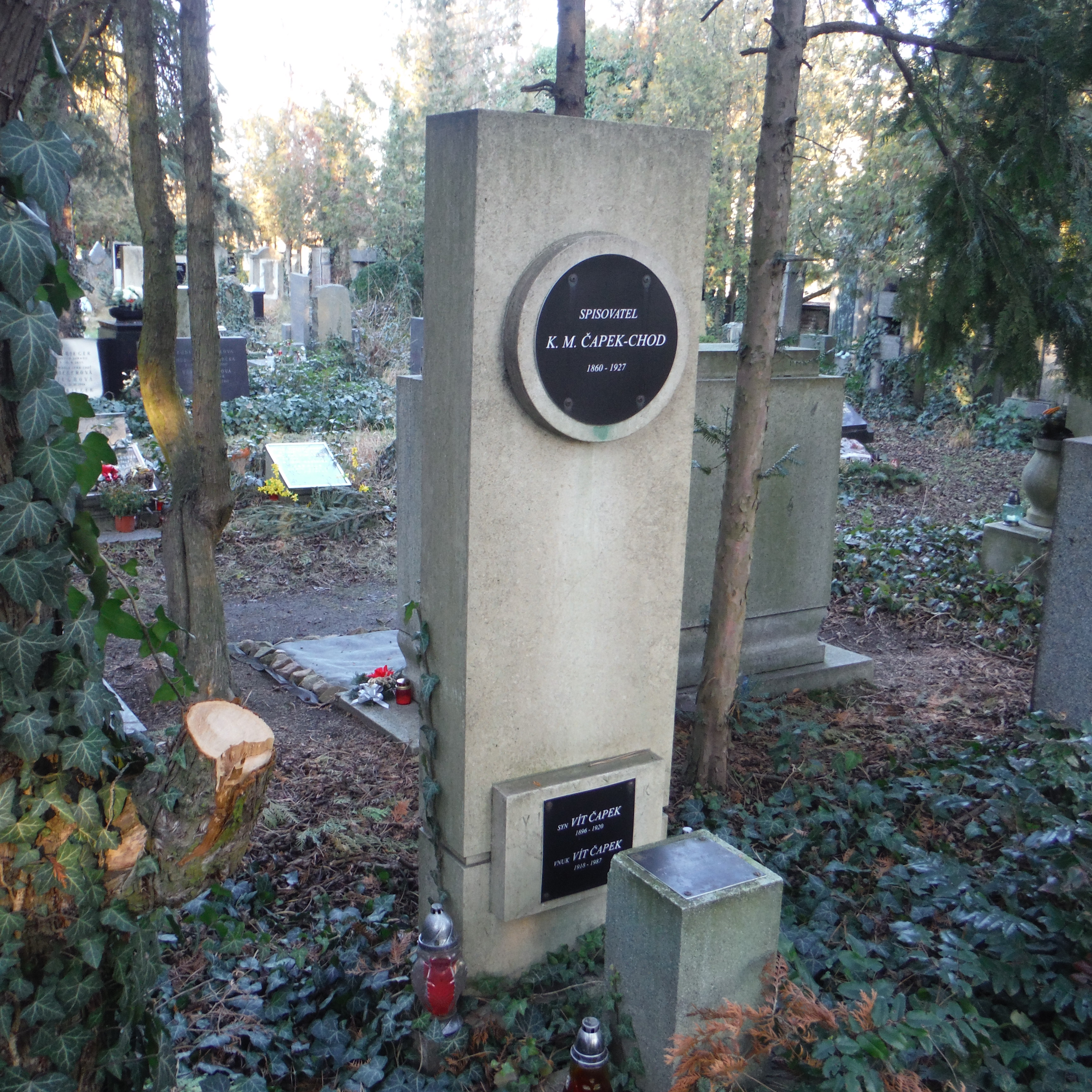
Spisovatelův hrob na Vinohradském hřbitově

Zemřel po operaci střev v sanatoriu v Praze-Podolí. Podle nekrologu v Národních listech navštívil redakci osobně ještě 29. října, pět dnů před smrtí. Karel Čapek věnoval Čapku-Chodovi obdivný nekrolog v Lidových novinách a obdobně zaznamenal jeho úmrtí veškerý český tisk.
Je pochován na pražském Vinohradském hřbitově (odd. IV-I, hrob 601).

## Úpravy jména

### Křestní jméno Karel
Podle Čapkových vlastních, žertovně laděných vzpomínek se křestní jméno nelíbílo nejmenovanému redaktorovi, který mu odmítl otisknout první povídku se slovy: „...račte uvážiti, že můj týdeník jest časopisem salonním a jak by to vypadalo, kdyby ležel na stole v dámském budoáru s povídkou, kterou napsal – Matěj Čapek!“
Literatura uvádí, že odmítajícím redaktorem byl Josef Václav Sládek, kterému se neliterárně znějící jméno nelíbilo. (Do časopisu Lumír, jehož byl Sládek redaktorem, přispíval Čapek-Chod od roku 1884 a podepisoval příspěvky K. M. Čapek.)

### Přídomek Chod
Zdroje obvykle uvádějí, že přídomek Chod si osvojil od roku 1917, kdy s ním bratři Čapkové pracovali společně v redakci Národních listů, aby nedocházelo k záměně s Karlem Čapkem. Dvojité příjmení Čapek-Chod však užíval již dříve. Jako autor je K. M. Čapek-Chod uváděn v tiráži knih již od roku 1902 (Dar svatého Floriána a Zvířátka a Petrovští, Nakladatelské družstvo Máje, 1902), tedy v době, kdy Karel Čapek ještě studoval na gymnáziu v Hradci Králové. V Národních listech se příjmení Čapek-Chod objevilo již v roce 1912 v souvislosti s jeho článkem ve Zlaté Praze. V té době byl Karel Čapek studentem filozofické fakulty.

## Ocenění a posmrtné uznání
- 1920 Státní cena za literaturu
- 1924 Státní cena za literaturu
- 1927 Státní cena za literaturu

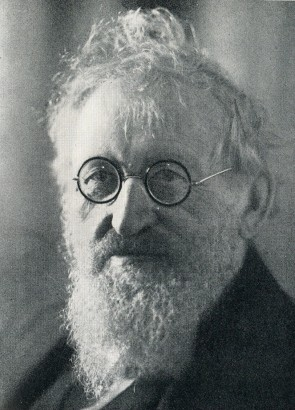
Čapek-Chod, foto před rokem 1927

Jméno Čapka-Choda nesou ulice v rodných Domažlicích, Liberci a Olomouci. Pamětní deska byla umístěna na jeho rodném domě v Domažlicích; po demolici domu je uložena v muzeu. Místo dnes připomíná kamenný sloup. Na desce umístěné na budově bývalého domažlického gymnazia je jméno Matěje Čapka-Choda též připomenuto.

## Díla
Ve svém díle se Čapek-Chod soustřeďoval na atraktivní náměty, na příběhy fyzicky a duševně poznamenaných jednotlivců nebo lidí z periférie. Různá prostředí, ve kterých se jeho hrdinové pohybují, charakterizuje i jazykem, užívá archaismy i novotvary, slang, odborné výrazy i obecnou češtinu. V návaznosti na Jana Nerudu se také soustředil na drobné beletristické žánry určené pro noviny. S Nerudou ho také srovnával Arne Novák v nekrologu v Lidových novinách slovy:
Snad jediný Jan Neruda vytěžil tolik průpravy a inspirace z trvalého spojení novináře a spisovatele jako K. M. Čapek-Chod
Arne Novák: K. M. Čapek-Chod. Lidové noviny, 5. 11. 1927

### Próza
- Povídky (1892), povídky
- Nejzápadnější Slovan (1893), novela
- V třetím dvoře (1895), román
- Nedělní povídky (1897), povídky
- Dar svatého Floriána, Zvířátka a Petrovští (1902), povídky
- Patero novel (1904), novely („Znova a lépe“, „Mendelssohnův koncert“, „Snivá Kateřina“, „Tííííííš“, „Jak panenka na podpatku“)
- Kašpar Lén mstitel (1908), román považovaný za jeho nejlepší. Příběh muže, který se rozhodne pomstít svůdci své milé tak, že mu při práci na jeho domě hodí na hlavu cihlu. Hlavní hrdina pak zemře na chrlení krve (zřejmě tuberkulóza) při procesu, ve kterém mu vraždu nelze dokázat
- Nové patero (1910), novely („Tři dopisy MUC. Růženy Hamáčkové MUDru Marii Loukotové“, „Mates Holejch“, „Zpověď naturalistova“, „Ant. Vondrejce státní stipendium“, „Poslední večer Ant. Vondrejce“)
- Patero třetí (1912), novely („Antonín Vondrejc a redaktor Hejhola“, „Antonín Vondrejc v Upanišádě“, „Debut“, „Konteska Fina“, „Svatba Antonína Vondrejce“)
- Z města i obvodu (1913), povídky
- In articulo mortis: novella z cyklu příběhové Antonína Vondrejce, korektora a spisovatele (1915), novela
- Turbína (1916), román
- Siláci a slaboši (1916), povídky
- Antonín Vondrejc (1917–1918), román, dva díly; tragická životní historie nadaného básníka a redaktora, kterého zničí pudový vztah ke sklepnici Anně
- Ad hoc! (1919), povídky
- Romanetto, Tři chodské grotesky, Pohádka (1920), povídky
- Jindrové (1921), román o mravní odpovědnosti válkou postiženého slepce k dítěti
- Experiment (1922), romaneto
- Vilém Rozkoč (1923) a Řešany (1927), dvoudílná románová skladba z prostředí výtvarné bohémy, jejíž příslušník, proletářský sochař prožije po uměleckém neúspěchu světovou válku jako legionář a po návratu do vlasti se ve venkovském městě lidsky i umělecky obrodí láskou
- Větrník (1923), esejistická próza
- Humoreska (1924), novela
- Čtyři odvážné povídky (1926), povídky
- Labyrint světa (1926), povídka
- Psychologie bez duše (1928), povídka, vydáno posmrtně

### Divadelní hry
- Begův samokres (1911)
- Slunovrat (1913)
- Výhry i prohry (1915)
- Básníkova nevěsta (1926)

## Filmové adaptace
- Humoreska (1939), režie Otakar Vávra
- Turbina (1941), režie Otakar Vávra
- Experiment (1943), režie Martin Frič
- Mstitel (1959), režie Karel Steklý
- Florián (1961), režie Josef Mach
- Chvojka (1970), televizní film, režie Jaroslav Mach
- Vilém Rozkoč (1975), televizní inscenace, režie Zdeněk Kubeček